# Ánimas (1814)
La Chalupa Ánimas fue un buque menor auxiliar de la escuadra de las Provincias Unidas del Río de la Plata durante los inicios de las guerras civiles argentinas.

## Historia
El pequeño mercante fue fletado junto con otros cuatro similares en el mes de noviembre de 1814 para ser destinados al transporte de 120 efectivos del ejército a Arroyo de la China en convoy con escolta y comandos navales, con el fin de neutralizar la influencia del caudillo oriental Gervasio Artigas en la zona.
Cumplida esa misión, la pequeña escuadrilla se regresó a Buenos Aires.